# بيتا بالييتوغا
بيتا بالييتوغا (بالإنجليزية: Pita Baleitoga)‏ (مواليد 30 نوفمبر 1984) لاعب كرة قدم فيجي دولي يجيد اللعب في خط الوسط . يلعب حاليا لصالح نادي هيكاري يونايتد البابوي .

## روابط خارجية
- بيتا بالييتوغا على موقع الاتحاد الدولي (مؤرشف)  (الإنجليزية)
- بيتا بالييتوغا على موقع قاعدة بيانات كرة القدم.إي يو (الإنجليزية)
- بيتا بالييتوغا على موقع ناشيونال فوتبول تيمز (الإنجليزية)
- بيتا بالييتوغا على موقع Soccerway.com (الإنجليزية)
- بيتا بالييتوغا على موقع كووورة